# Новини Закарпаття
«Новини Закарпаття» — газета Закарпатської обласної ради і обласної державної адміністрації.
Заснована в 1990.
Головний редактор Галас Мирослава (з 30.07.2016).
Газета виходить у вівторок та з програмою телебачення в суботу.
Разовий наклад — до 1300 (ВТ), 11000 (СБ) примірників
Сфера розповсюдження: обласна
Структура реалізації тиражу: роздріб — 20 %, передплата — 80 %
Передплатний індекс Укрпошти обласний 61168.